# بشرا جانسو
بشرا جانسو (انگلیسی: Büşra Cansu؛ زادهٔ ۱۶ ژوئیهٔ ۱۹۹۰) بازیکن والیبال اهل ترکیه عضو تیم اجزاجیباشی هولدینگ ویترا و تیم ملی ترکیه است.